# Bagrat Ier d'Artanoudji
Bagrat Ier d'Artanoudji (mort en 900) est un prince géorgien d'Artanoudji-Calarzène du IXe siècle. Il fait partie de la famille des Bagrations, une branche de la famille royale arménienne des Bagratides.
Bagrat Bagration est le second fils de Soumbat Ier d'Artanoudji et de son épouse inconnue. En 889, son père décède et Bagrat monte sur le trône d'Artanoudji-Calarzène, déshéritant ainsi son frère aîné David. On ne sait que très peu de choses sur lui. Il meurt le 20 avril 900 et son frère David récupère son trône légitime.
De son épouse inconnue, il a eu cinq enfants :
- Adarnassé, prince d'Artanoudji
- Achot, prince d'Artanoudji
- David, eristavi
- Gourgen, prince d'Artanoudji
- une fille, qui épouse Soumbat II d'Artanoudji-Calarzène